# اندریاس ساتنر
اندریاس ساتنر (انگلیسی: Andreas Suttner; ۲۵ سپتامبر ۱۸۷۶ – ۵ ژوئیهٔ ۱۹۵۳) شمشیرباز اهل اتریش بود.